# Curtea Veche

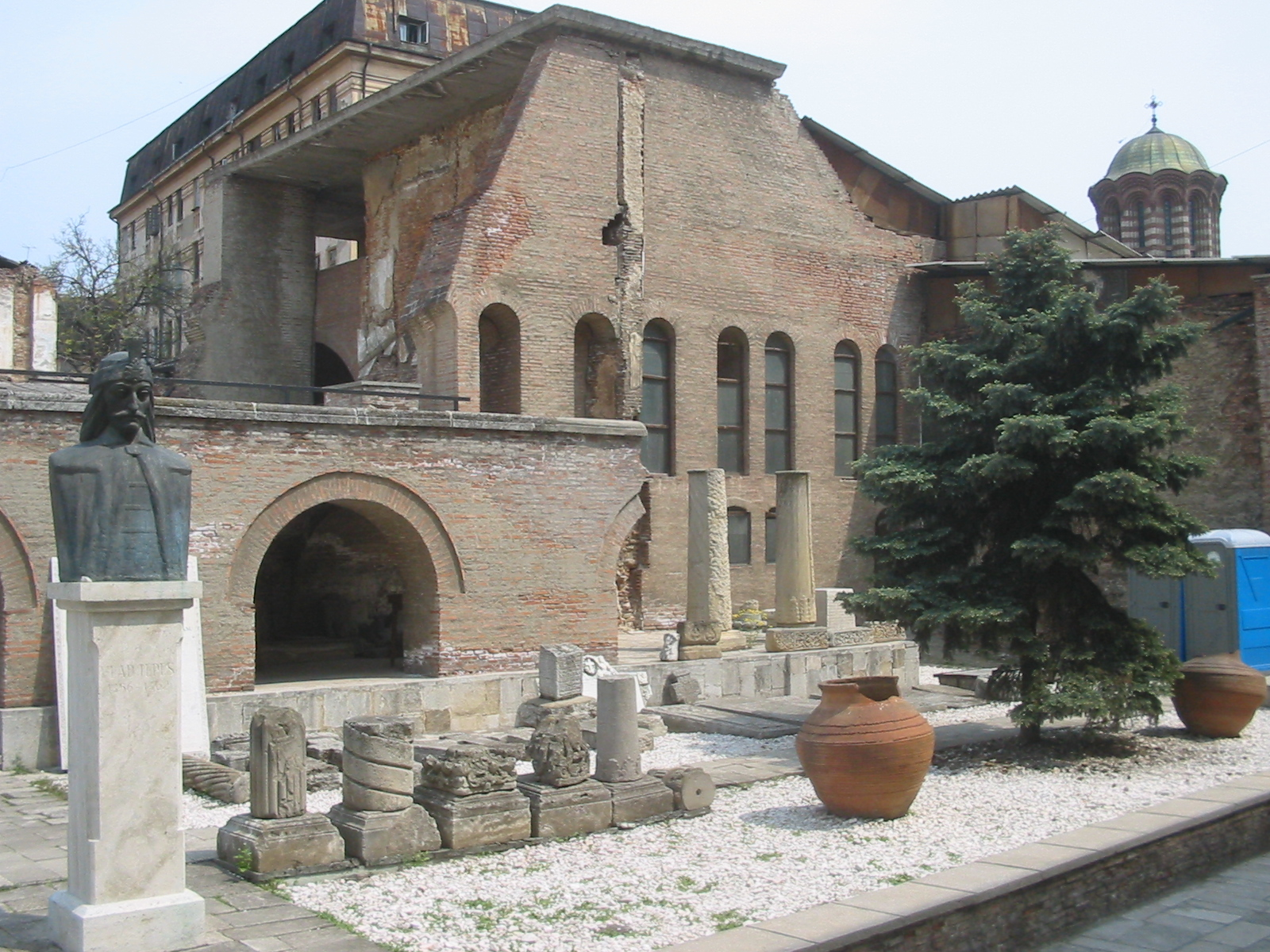
Curtea Veche

Curtea Veche (rum. Stary Dwór) – dawna siedziba książąt Wołoszczyzny, położona w dzielnicy Lipscani, w trzecim sektorze Bukaresztu, stolicy Rumunii. 
Pierwsza rezydencja w tym miejscu została zbudowana w czasach panowania Włada Palownika w XV wieku. Hospodar Radu Piękny przeniósł swą siedzibę, a tym samym stolicę Wołoszczyzny, z Târgoviște do Bukaresztu. W XVI wieku pałac został całkowicie przebudowany przez Mirczę Pastucha i stał się centrum miasta, otoczonym przez domy kupców, rzemieślników i budynki gildii.
Aleksander Ipsilanti wybudował nowy dwór w 1775 roku na Dealul Spirii (wyburzony w czasach Nicolae Ceaușescu, na jego miejscu znajduje się jedno ze skrzydeł Pałacu Parlamentu), wtedy też Curtea Veche otrzymał swoją współczesną nazwę i popadł w ruinę. Obecnie znajduje się tu muzeum.
Pisarz Mateiu Ion Caragiale, zainspirowany ruinami Curtea Veche, wydał w 1929 roku powieść Craii de Curtea-Veche (Władcy ze Starego Dworu).